# Красинская, Елизавета Владиславовна
Графиня Елизавета Владиславовна (Элиза) Красинская (урождённая графиня Браницкая; пол. Elżbieta Franciszka (Eliza) z Branickich Krasińska; 1820, Томашполь, Подольская губерния — 15 мая 1876 или 1876, Краков, Цислейтания) — аристократка и художница польского происхождения; до замужества — фрейлина русского императорского двора.

## Биография

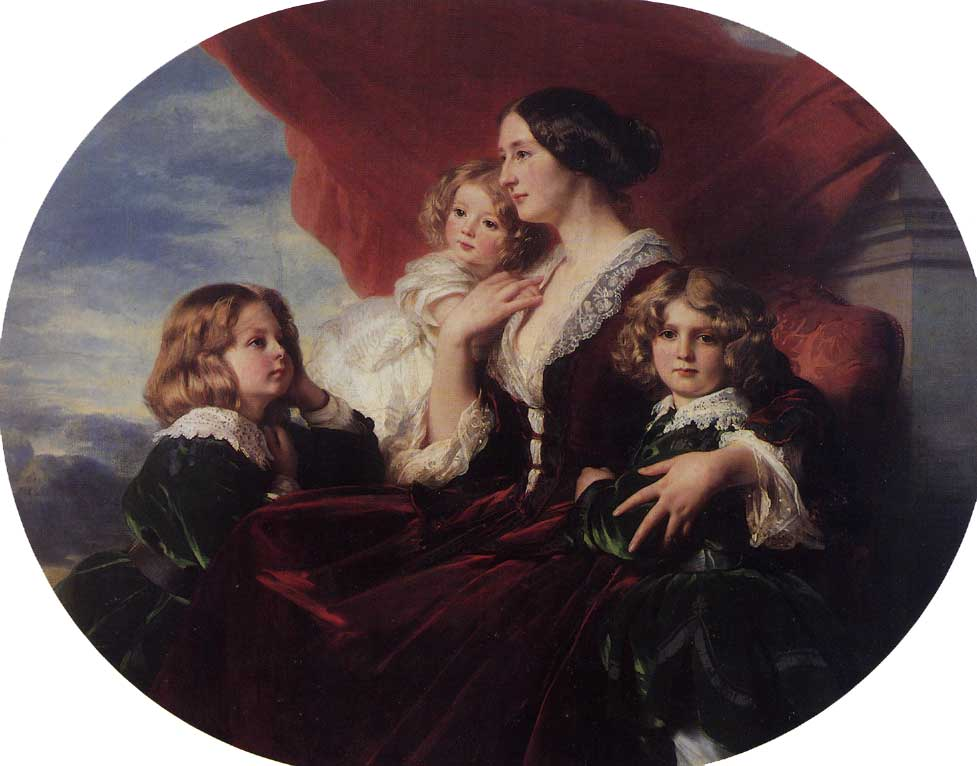
Франц Ксавер Винтерхальтер. Графиня Элиза Красинская с детьми, 1853, Вилянувский дворец-музей, Варшава.

Родилась в 1820 году в городке Томашполе Ямпольского уезда Подольской губернии Российской империи.
Была старшей из трех дочерей генерал-майора Русской императорской армии, обер-шенка Высочайшего двора Владислава Ксаверьевича Браницкого (1783—1843) и его супруги, кавалерственной дамы ордена Святой Екатерины меньшого креста Розы Станиславовны Потоцкой (1780—1862). Была названа в честь своей родной тётки, Елизаветы Ксаверьевны Воронцовой (урождённой Браницкой; 1792—1880), супруги Новороссийского генерал-губернатора фельдмаршала М. С. Воронцова, воспетой в стихах А. С. Пушкина.
26 июля 1843 года в Дрездене вышла замуж за польского поэта графа Сигизмунда Красинского (1812—1859). В браке родилось четверо детей: два сына и две дочери, из которых наиболее известен литератор Владислав Красинский (1844—1873).
В конце 1840-х годов проводила много времени в Париже, где её обучали живописи Ари Шеффер, Франц Ксавер Винтерхальтер и Эжен Делакруа. Как Шеффер, так и Винтерхальтер портретировали графиню, причём неоднократно.
Сама графиня известна созданием нескольких портретов (включая три портрета мужа, Сигизмунда Красинского, из которых сохранился лишь один), многочисленных рисунков и акварелей, и, по меньшей мере, одного бюста, создание которого также приписывается ей, и который хранится в собрании Национального музея в Варшаве. Кроме того, создавала эскизы обивочной ткани для мебельных гарнитуров и росписи вееров. Копировала некоторые работы старых мастеров, а также создавала религиозные картины для католических церквей и религиозных орденов.
Овдовев (1859), вышла замуж за родственника своего первого мужа, Людвига Красинского (1833—1895), который был на 13 лет её моложе. В преклонном возрасте работала над росписью для опиногурского костёла. Скончалась в 1876 году в Кракове (на территории Австро-Венгрия).
Беллетризованная биография Красинской была опубликована в 2004 году на польском языке литературоведом Збигневом Судольским. Ранее он же подготовил к изданию четыре тома эпистолярного наследия графини, которые были изданы в 1995—96 годах. Эти письма в дальнейшем неоднократно цитировались польскими историками, были выпущены научные статьи, посвященные отдельным аспектам её эпистолярного наследия.

## Галерея

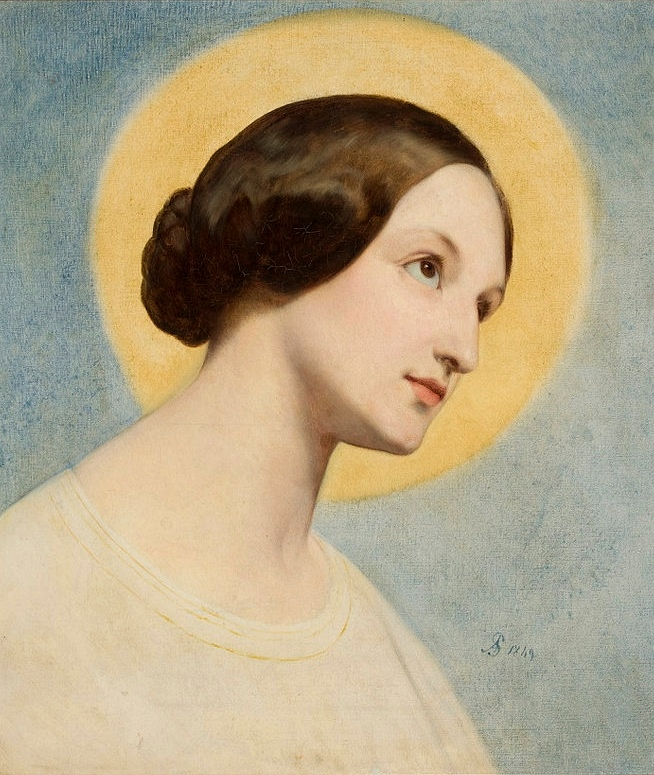
Ари Шеффер. Портрет Элизы Красинской в образе католической святой, 1849, Национальный музей (Варшава)
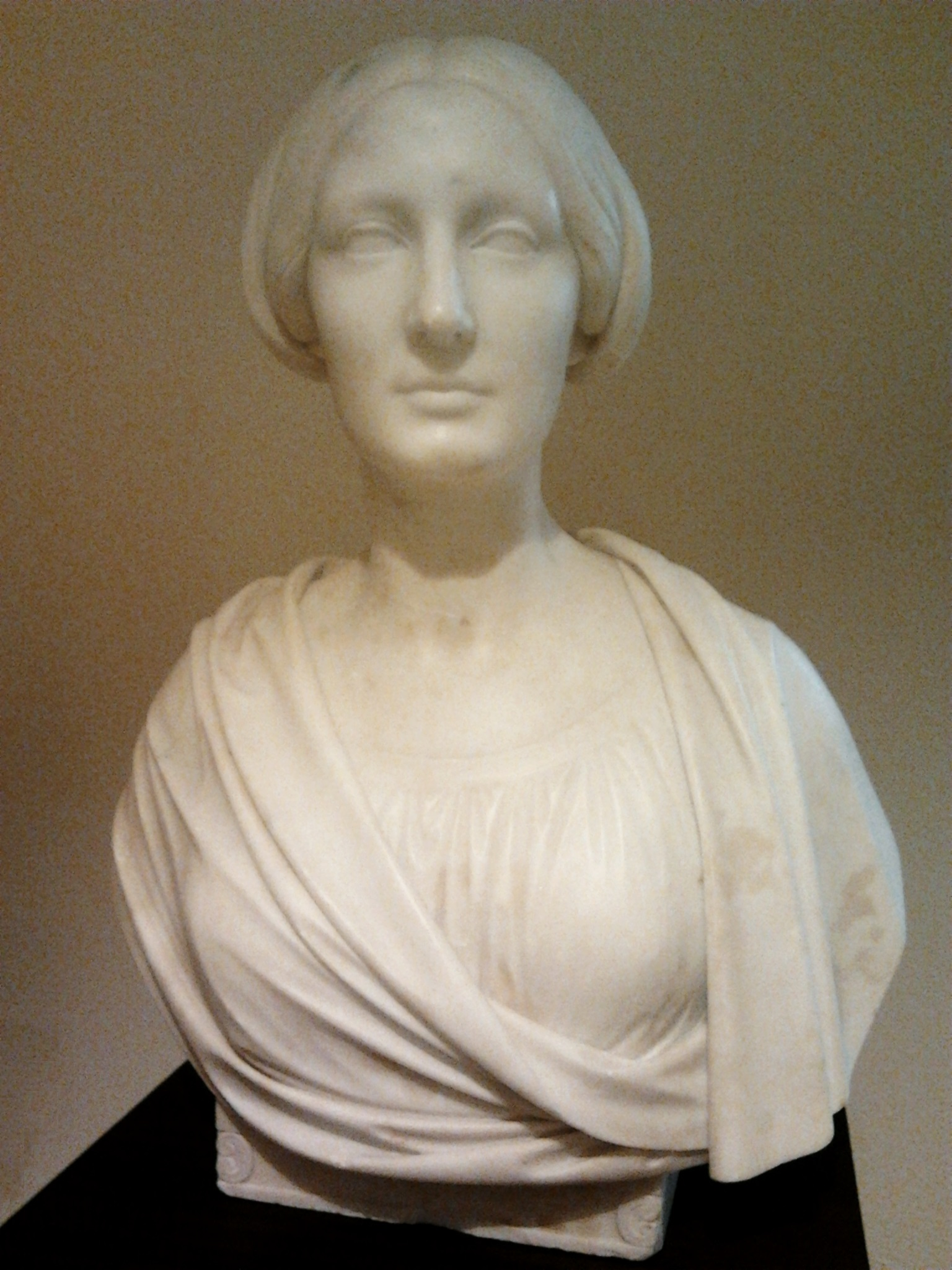
Пьетро Тенерани. Бюст Элизы Красинской, 1850-е годы, Национальный музей (Краков)
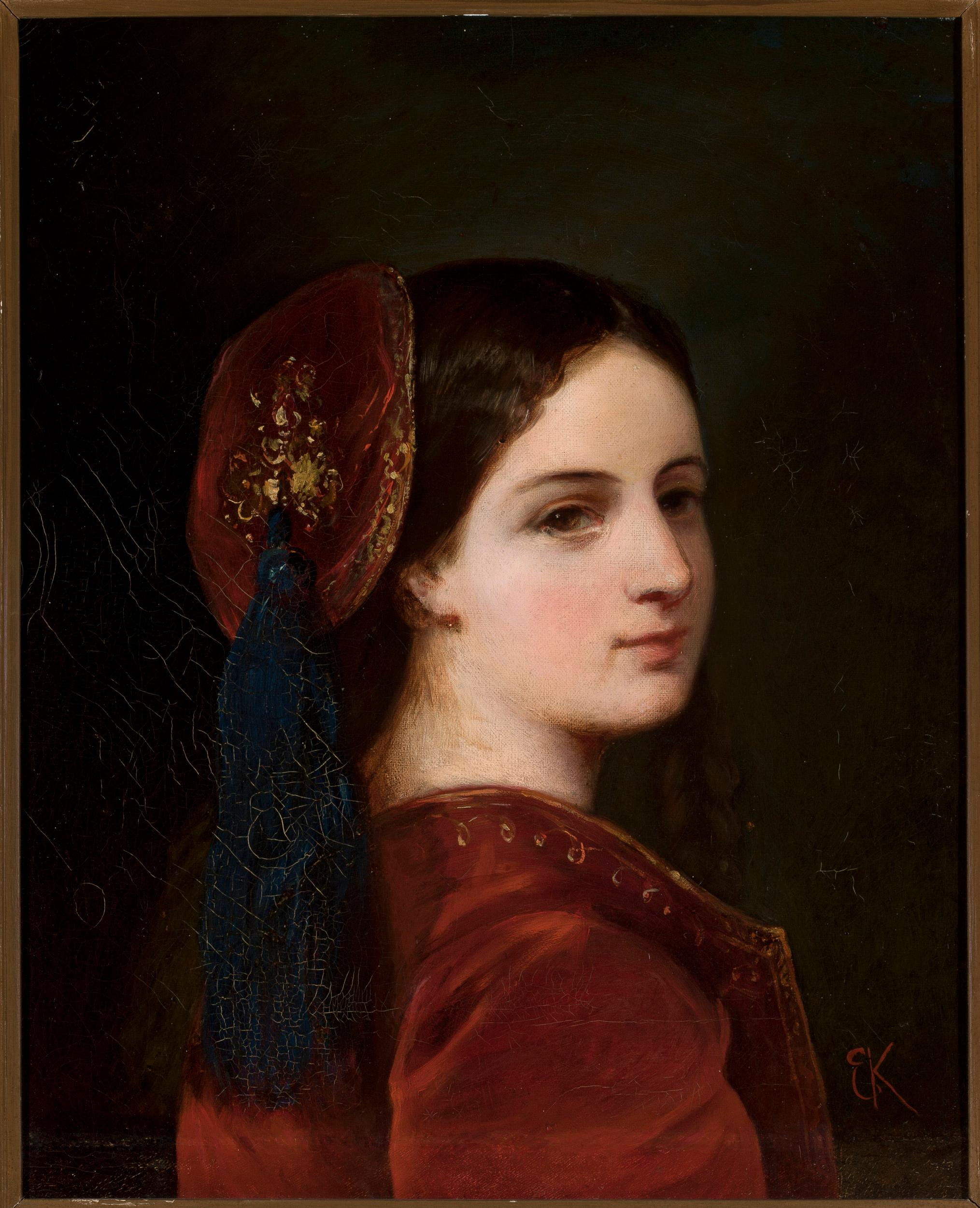
Елизавета Красинская. Портрет сестры, Екатерины Потоцкой, 1841, Национальный музей (Варшава)

## Дальнейшее чтение
- Aldona Łyszkowska: Ojcostwo i macierzyństwo w świetle listów Zygmunta i Elizy Krasińskich. W: Jarosław Kita, Maria Korybut-Marciniak (red.): Życie prywatne Polaków w XIX wieku. T. VII: Prywatne światy zamknięte w listach. Łódź — Olsztyn: Wydawnictwo Uniwersytetu Łódzkiego, 2018.
- Jolanta Maurin-Białostocka, Janusz Derwojed (red.): Słownik artystów polskich i obcych w Polsce działających. T. IV: Kl-La. Wrocław: Zakład Narodowy im. Ossolińskich, PAN, 1986.
- Agnieszka Markuszewska. Metafizyka integracji. Elizy z Branickich Krasińskiej poszukiwanie tożsamości. «Wiek XIX. Rocznik Towarzystwa Literackiego imienia Adama Mickiewicza». 3 (45), 2010.
- Olga Płaszczewska: «Najlepiej jest być sobą». Doświadczenia czytelnicze Elizy Krasińskiej. W: Małgorzata Sokalska (red.): Wokół Krasińskiego. Kraków: Wydawnictwo Uniwersytetu Jagiellońskiego, 2012.
- Olga Płaszczewska. Zygmunt Krasiński wobec sztuk pięknych. «Ruch Literacki». 2 (317), 2013.
- Zbigniew Sudolski. Norwid w listach Elizy Krasińskiej. «Studia Norwidiana». 9-10, 1991—1992.
- Zbigniew Sudolski (сост.). Świadek epoki. Listy Elizy z Branickich Krasińskiej z lat 1835—1876 (1995—1996).
- Zbigniew Sudolski. W błękitnym kręgu. Opowieść o Elizie z Branickich Krasińskiej i jej środowisku, 2004.
- Teresa Zielińska. Poczet polskich rodów arystokratycznych. Warszawa: 1997.
- Teresa Zielińska. Archiwalia dwóch rodów Branickich — herbu Gryf i herbu Korczak. «Miscellanea Historico-Archivistica». IX, 1998.
- Joanna Żelazińska. Domowa sztuka Elizy Krasińskiej. «Spotkania z Zabytkami». 7-8, 2016.